# Léo Tudezca
Léon Alexandre Sylvain Tudezca, noto come Léo Tudezca (Besançon, 21 dicembre 1993), è un lottatore francese, specializzato nella lotta greco-romana.

## Biografia
Ha rappresentato la Francia ai mondiali di Parigi 2017, concludendo al diciottesimo posto, eliminato dal moldavo Victor Ciobanu ai trentaduesimi nella categoria fino a 59 chilogrammi.
Ha partecipato ai campionati europei di Kaspisk 2018 nel torneo della lotta greco-romana 63 chilogrammi, dove è stato eliminato dal rumeno Mihai Radu Mihut.
Ai Giochi del Mediterraneo di Tarragona 2018 ha vinto la medaglia di bronzo nella lotta greco-romana fino a 60 chilogrammi.

## Palmarès
- Giochi del Mediterraneo

Tarragona 2018: bronzo nella lotta greco-romana fino a 60 kg.
Orano 2022: argento nella lotta greco-romana fino a 60 kg.